# Taroko (jezik)
Taroko jezik //riječi taroko i sediq označavaju osobu/ (bu-hwan, che-hwan, daiya-ataiyal, hogo, iboho, paran, saediq, sazek, sedek, sedeq, sediakk, sedik, seedek, seedeq, seedik, sejiq, shedekka, taruku, toda, toroko, truku; ISO 639-3: trv), austronezijski jezik atayalske skupine, kojim govori 20 000 ljudi (2008 R. Covell) na Tajvanu.
Ima tri dijalekta: teruku (truku), te’uda (tuuda) i tekedaya (tkdaya, paran). Pripadnici etničke grupe Taroko koriste se terminom Taroko (oni uz obalu) i Sediq (oni u planinama), a obje riječi znače osoba. U školi se uči kineski, dok starije osobe poznaju japanski.

## Vanjske poveznice
- Ethnologue (14th)
- Ethnologue (15th)